# Severoamerické velitelství protivzdušné obrany
Severoamerické velitelství protivzdušné obrany (anglicky: North American Aerospace Defense Command, NORAD) je společné velitelství Kanady a Spojených států amerických, které poskytuje varování před případným leteckým či raketovým útokem, zajištění vzdušné svrchovanosti a obrany severní Ameriky. Bylo založeno 12. května 1958 pod názvem North American Air Defense Command. Operační středisko NORADu se nachází v komplexu Cheyenne Mountain v Coloradu. Toto operační středisko má své velitelství na vojenské letecké základně Peterson Air Force Base poblíž Colorado Springs. Kromě toho má tři vedlejší velitelství, která dostávají rozkazy od velitelství hlavního:
- Joint Base Elmendorf–Richardson (Aljaška),
- Canadian Forces Base Winnipeg (Winnipeg, Manitoba), a
- Tyndall Air Force Base (Florida)[2]

Má rovněž k dispozici velké množství radarů, pozemních senzorů, satelitů a letadel. Neustále sleduje všechna neidentifikovatelná letadla, starty raket, kosmické objekty a dopad meteoritů z kosmu.

## Zajímavosti
- NORAD má každý rok okolo 100 případů krizových situací, které by mohly indikovat únos letadel. Při jejich řešení měl stoprocentní úspěšnost.[3]
- Po teroristických útocích 11. září 2001 byla působnost NORADu rozšířena i na vnitrozemí USA.
- Cílem NORADu je hlídat „člověkem vyrobené“ objekty, které se v jím hlídaném prostoru nacházejí.[2]
- NORAD se podílí i na potírání leteckého pašování drog do Severní Ameriky.[2]
- V americko-kanadském sci-fi seriálu Hvězdná brána se pod NORADem nachází SGC, centrum dění v seriálu.

## Galerie

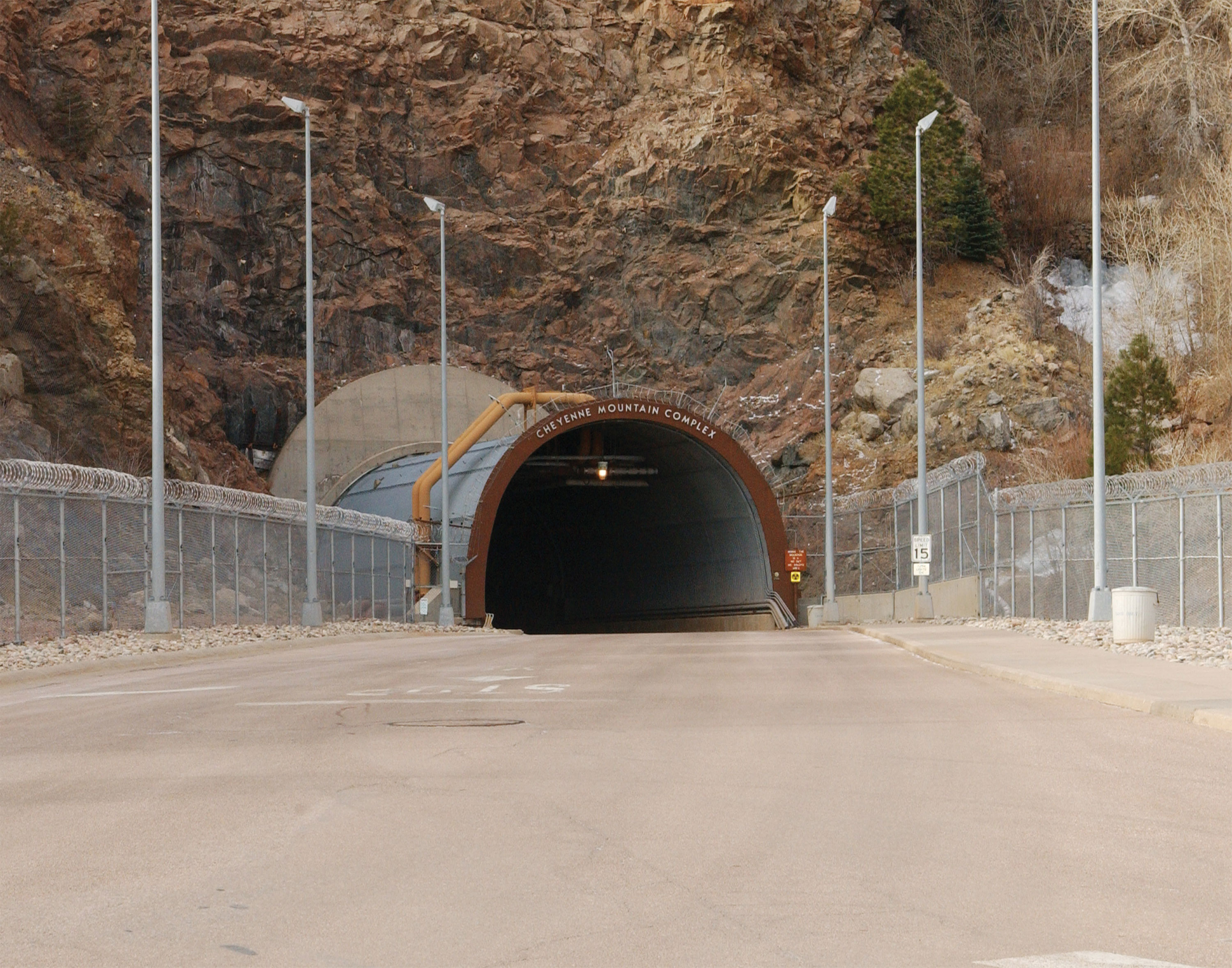
Vjezd do operačního střediska v Cheyenne Mountain